# 市村羽左衛門 (17代目)
十七代目 市村 羽左衛門（じゅうしちだいめ いちむら うざえもん、1916年（大正5年）7月11日 - 2001年（平成13年）7月8日）は、昭和から平成にかけての歌舞伎役者。屋号は橘屋。定紋は根上り橘、替紋は渦巻。日本芸術院会員、重要無形文化財保持者（人間国宝）。
本名は坂東 衛（ばんどう まもる）。俳名に可江。舞踊の名取は藤間 善蔵（ふじま ぜんぞう）。
派手さはないが堅実な芸風をもった立役として時代物・世話物で模範的演技を見せ、晩年は「歌舞伎の生き字引」とまで呼ばれた。また大名跡「市村羽左衛門」を襲名した後も、自身は五代目菊五郎の孫であり、六代目菊五郎の甥である立場から、尾上菊五郎家のお家芸を守る一人として菊五郎劇団で重きをなし、二代目尾上松緑や七代目尾上菊五郎を長く支えた。

## 事績
- 1921年（大正10年）10月　帝国劇場『名月八幡祭』の鶴吉で三代目坂東亀三郎を襲名し初舞台
- 1935年（昭和10年）3月　歌舞伎座『音羽獄だんまり』の奴伊達平で七代目坂東薪水を襲名、名題昇進
- 1942年（昭和17年）10月　歌舞伎座『隅田川続俤』「双面」の押戻しで七代目坂東彦三郎を襲名
- 1955年（昭和30年）10月　歌舞伎座『名橘誉石切』（石切梶原）の梶原景時で十七代目市村羽左衛門を襲名
- 1978年（昭和53年）紫綬褒章受章
- 1984年（昭和59年） 日本芸術院賞受賞[1]
- 1988年（昭和63年） 勲四等旭日小綬章受章
- 1990年（平成2年） 人間国宝に認定
- 1991年（平成3年） 日本芸術院会員
- 1999年（平成11年） 文化功労者顕彰
- 墓所は青山霊園。

## 当たり役
- 時代物
  - 『近江源氏先陣館』「盛綱陣屋」の佐々木四郎兵衛盛綱・和田兵衛秀盛
  - 『摂州合邦辻』「合邦庵室」の合邦道心
  - 『仮名手本忠臣蔵』（忠臣蔵）の大星由良助・高師直・寺岡平右衛門・加古川本蔵
  - 『伽羅先代萩』（先代萩）の仁木弾正・渡辺外記左衛門・荒獅子男之助
  - 『菅原伝授手習鑑』「寺子屋」の武部源蔵・白太夫
  - 『本朝廿四孝』の長尾謙信
  - 『義経千本桜』の梶原景時
  - 『鬼一法眼三略巻』「菊畑」の吉岡鬼一法眼
  - 『妹背山婦女庭訓』「三笠山御殿」の蘇我入鹿
  - 『楼門五三桐』（山門）の石川五右衛門
- 世話物
  - 『青砥稿花紅彩画』（白浪五人男）の日本駄右衛門・南郷力丸
  - 『梅雨小袖昔八丈』（髪結新三）の弥太五郎源七
  - 『暗闇の丑松』の四郎兵衛
  - 『心中天網島』「河庄」の孫右衛門
  - 『三人吉三巴白浪』（三人吉三）の土左衛門伝吉
  - 『盲長屋梅加賀鳶』（加賀鳶）の日陰町松蔵、
  - 『神明恵和合取組』（め組の喧嘩）の炊出しの喜三郎
- 歌舞伎十八番
  - 『勧進帳』の武蔵坊弁慶・富樫左衛門
  - 『矢の根』の曽我五郎
  - 『暫』の鎌倉権五郎直政・珍道震斎・ウケ
  - 『助六』のくわんぺら門兵衛・髭の意休
- 新歌舞伎十八番
  - 『北条九代名家功』「高時」の北条高時

特に晩年七代目尾上菊五郎と舞台を共にした『鼠小紋東君新形』（鼠小僧）の与惣兵衛は、人生の苦渋が滲み出た老役で絶品と評された。

## ドラマ
襲名直前に放送が開始されたテレビにも精力的に出演したが、1970年代から晩年は舞台に専念した。
- 『赤穂浪士』（1964年、NHK大河ドラマ） - 阿部忠秋 役
- 『明治天皇』第一部（よみうりテレビ、1966年）- 明治天皇 役
- 『やつらの戦い』パート1（1983年）、パート2（1985年）（NHK 銀河テレビ小説、各・全20話）
- 『花道は炎のごとく』（よみうりテレビ、1985年3月28日）、十二代目市川団十郎・襲名記念ドラマ
- 『鬼平犯科帳・第8シリーズ・第9話「さらば鬼平犯科帳」（スペシャル）』（フジテレビ、1998年6月10日）- 松平定信 役

## 家族
長男に坂東楽善（八代目坂東彦三郎）、次男に二代目市村萬次郎、三男に四代目河原崎權十郎がいる。